# Valdas Ivanauskas
Valdas-Augustinas Vaclovo Ivanauskas (ur. 31 lipca 1966 w Kownie) – litewski piłkarz, grający na pozycjach pomocnika i napastnika, reprezentant Związku Radzieckiego, wielokrotny reprezentant Litwy, trener piłkarski, zdobywca Mistrzostwa i Pucharu Litwy w 2004 z FBK Kowno.

## Kariera piłkarska

### Kariera klubowa
Pierwszym klubem w jego karierze był Žalgiris Wilno, jedyna w owym czasie litewska drużyna występująca w radzieckiej Wyższej Lidze. W sezonie 1984 Ivanauskas zadebiutował w barwach Žalgirisu w rozgrywkach ligowych. W kolejnych dwóch sezonach reprezentował CSKA Moskwa, które grało wówczas na zapleczu ekstraklasy. W trakcie sezonu 1986 Ivanauskas powrócił do Wilna i jako zawodnik Žalgirisu występował w Wyższej Lidze aż do czasu ogłoszenia przez Litwę niepodległości w 1990. Wówczas Žalgiris opuścił radzieckie rozgrywki, zaś Ivanauskas ponownie przeniósł się do Moskwy. W sezonie 1990 bronił barw skutecznie walczącego o awans do ekstraklasy Lokomotiwu Moskwa. Przez dwa i pół roku był zawodnikiem Austrii Wiedeń. Jako czołowy napastnik wiedeńskiego zespołu przyczynił się do zdobycia trzech tytułów mistrzowskich w 1991, 1992 i 1993 oraz Pucharu Austrii w 1992. Był jednym z najskuteczniejszych strzelców ligi. Po zdobyciu trzeciego tytułu mistrzowskiego w Austrii wyjechał do Niemiec. Przez cztery lata grał w Hamburger SV. W niemieckiej Bundeslidze nie był już tak skuteczny jak w austriackiej. Ogółem w 91 meczach ligowych w Niemczech strzelił 13 bramek. Latem 1997 wrócił do Austrii, by przez dwa sezony grać w pierwszoligowym zespole Austria Salzburg, a następnie w FCN Sankt Pölten. W latach 1999–2001 bronił barw niemieckiego SV Wilhelmshaven, występującego w lidze regionalnej. W czerwcu 2002 zakończył karierę zawodniczą jako zawodnik BV Cloppenburg.

### Reprezentacja
Przez kilka lat występował w juniorskich i młodzieżowych zespołach reprezentacyjnych ZSRR. Wiosną 1988 rozegrał 4 mecze w drużynie olimpijskiej, jednak ostatecznie zabrakło go w kadrze na Igrzyska w Seulu, gdzie Sborna zdobyła złoty medal. W pierwszej reprezentacji Związku Radzieckiego zadebiutował 19 października 1988. Przeciwnikiem ZSRR była Austria. Po rozegraniu 3 kolejnych meczów międzynarodowych w listopadzie 1988 na dwa lata wypadł ze składu Sbornej. W październiku 1990 wystąpił w nieoficjalnym meczu z Izraelem. Po ogłoszeniu niepodległości przez Litwę i powołaniu kadry narodowej tego kraju, stał się jednym z jej kluczowych zawodników. Mimo wkładu Ivanauskasa, litewska drużyna narodowa przegrywała eliminacje do kolejnych imprez międzynarodowych. Łącznie, w latach 1990–2000 Ivanauskas wystąpił 28 razy w reprezentacji Litwy, strzelając 8 bramek.

## Kariera trenerska
W 2002 uzyskał kwalifikacje trenerskie w Wyższej Szkole Sportowej w Kolonii. Jako licencjonowany trener UEFA podjął w 2003 pracę w roli asystenta selekcjonera reprezentacji Litwy. Jednocześnie rozpoczął pracę w FK Vėtra, by po roku zostać zatrudnionym przez FBK Kowno, gdzie następnie świętował zdobycie tytułu mistrzowskiego. W sezonie 2005 został zwolniony i przez kilka miesięcy pozostawał bez pracy. Wiosną 2006 znalazł zatrudnienie w szkockim Heart of Midlothian F.C., należącym do litewskiego biznesmena rosyjskiego pochodzenia Władimira Romanowa. Od 22 marca pełnił obowiązki tymczasowego trenera po dymisji Grahama Rixa. Prowadzona przez Ivanauskasa drużyna zdobyła Puchar i Wicemistrzostwo Szkocji. 30 czerwca 2006 został pełnoprawnym pierwszym trenerem. Od 23 października do 27 listopada 2006 przebywał na urlopie (pod jego nieobecność zespołem kierował Eduard Małofiejew). 20 marca 2007 odszedł ze stanowiska pierwszego trenera Hearts za porozumieniem stron. Od września 2007 do stycznia 2008 był trenerem piłkarzy klubu FC Carl Zeiss Jena, został zwolniony ze względu na słabe wyniki sportowe – siedemnaste miejsce w 18-zespołowej 2. Budneslidze.